# ナミダの成分
『ナミダの成分』は甲斐名都のアルバム。2007年8月15日に力塾ファクトリーより発売。

## 概要
- メジャーデビュー後初のアルバムであり、通算でも初となるフルアルバム。
- 「小説」を意識した作りとなっており、紙ジャケット仕様である。また、帯は本に使用される形のものであり、ブックレットの最後には本人による「あとがき」が掲載されている。さらに一部のCDショップでは、特典として「しおり」が配布された。
- 全曲のアレンジは皆川真人によるもの。
- カバー曲「海を見ていた午後」を除く11曲の作詞・作曲を甲斐名都本人が手がけている。

## 収録曲
1. 凸を隠して
「おでこをかくして」と読む。
2. 夏嵐の夜
アルバム発売1週間前にリリースされた3rdシングルのカップリング曲。
3. drive
2ndシングル。
4. hello
メジャーデビューシングルのカップリング曲。
5. 彼女たちのヒミツ
6. ナミダの成分
中日本エクシススペースシャワーTVCMソング。
7. 青の向こうにその恋を投げてしまおう
3rdシングル。
8. early summer love song (long ver.)
インディーズ時代のミニアルバム「夕暮れワルツ」収録曲のフルバージョン。
9. 下北沢南口
メジャーデビューシングル。もともとはインディーズ時代のミニアルバム「ソラシド」収録曲だった。今回はシングルバージョンの音源を収録。
10. 海を見ていた午後
荒井由実のカバー曲。もともとはシングルのカップリング曲候補としてレコーディングされたもの。
11. 風待ちの日々
12. やさしい雨